# 경주 웅수사지 석불입상
경주 웅수사지 석불입상(慶州 熊壽寺址 石佛立像)은 대한민국 경상북도 경주시, 국립경주박물관에 있는 석불입상이다. 1985년 8월 5일 경상북도의 문화재자료 제14호로 지정되었다.

## 개요
웅수사(熊壽寺)는 김대성이 경덕왕 10년(751)에 불국사를 창건하기 이전에 세운 사찰이라고 전한다.
원래 사냥을 좋아하였던 김대성은 어느날 토함산에 올라가서 곰을 잡은 뒤 산 밑의 마을에서 머물게 되었는데, 꿈에 곰의 귀신이 나타나서 환생하여 원한을 갚겠다고 하므로 두려워서 용서를 빌었다. 그런 후에 곰의 원혼을 달래기 위하여 곰을 잡았던 곳에 웅수사를, 꿈을 꾼 곳에 장수사(長壽寺)를 세웠다고 한다.
본래 이 불상은 동강이 난 채로 석굴암에서 보관하고 있다가 1992년에 국립경주박물관으로 옮겨 보관하고 있다.

## 참고 자료
- 웅수사지석불입상 - 국가유산청 국가유산포털